# H Jungle with t
H Jungle with t est un groupe temporaire (« unit ») de J-pop, actif en 1995 et 1996 chez avex trax, composé du chanteur Masatoshi Hamada ("H", membre du populaire duo owarai Downtown) et du musicien et producteur à succès Tetsuya Komuro ("t"), avec la participation des rappeurs DJ Koo du groupe TRF et Marc Panther. Le groupe est créé à la demande de Hamada pendant son émission musicale Hey! Hey! Hey! Music Champ, son invité Komuro relevant le défi. Leurs trois singles se classent respectivement 1er, 2e et 4e à l'oricon, et leur mini-album composé de six versions remixées de leur titre N°1, Wow War Tonight, se classe à la 6e place.

## Discographie
Singles
- 1995.03.15 : WOW WAR TONIGHT ～時には起こせよムーヴメント
- 1995.07.19 : GOING GOING HOME
- 1996.04.24 : FRIENDSHIP

Mini-album
- 1995.05.24 : WOW WAR TONIGHT REMIXED

Vidéos (VHS)
- 1995.05.24 : H Jungle with t were born in 3.15.1995
- 1995.09.21 : GOING GOING HOME